# Geelboegtroepiaal
De geelboegtroepiaal (Agelasticus thilius; synoniem: Chrysomus thilius) is een zangvogel uit de familie Icteridae (troepialen).

## Verspreiding en leefgebied
Deze soort telt 3 ondersoorten:
- A. t. alticola: zuidoostelijk Peru en westelijk Bolivia.
- A. t. thilius: Chili.
- A. t. petersii: zuidoostelijk Brazilië, Uruguay en noordelijk Argentinië.